# Sumpvibe
Sumpviben (latin: Vanellus leucurus) er en fugleart i slægten viber. Den er kun få gange set i Danmark som tilfældig gæst fra det vestlige Asien.